# Endasys hesperus
Endasys hesperus là một loài tò vò trong họ Ichneumonidae.